# Септо-
септо (от френски: sept или от латински: septem – седем) е десетична представка от система SI въведена през 1991 г. Означава се с z и означава умножение с 10-21 (0,000 000 000 000 000 000 001, една секстилионна). Като представка от SI е приета на XIX Генерална конференция по мерки и теглилки през 1991 г..
Например: 10 zmol = 10 × 10-21 mol = 0,00000000000000000001 mol